# Friedrich Cerha
Friedrich Cerha (pronunciación en alemán: /ˈfʁiːdʁɪç ˈt͜sɛʁha/ ; Viena, 17 de febrero de 1926-Viena, 14 de febrero de 2023) fue un compositor, director de orquesta y profesor académico austríaco. Su conjunto Die Reihe en Viena fue fundamental en la difusión de la música contemporánea en Austria. Compuso varias óperas, comenzando con Baal, basada en la obra de Brecht. Es conocido por completar Lulu de Alban Berg al orquestar su tercer acto inacabado, que se estrenó en París en 1979.

## Vida y carrera
Cerha nació en Viena el 17 de febrero de 1926, hijo de un ingeniero eléctrico. Aprendió a tocar violín a los seis años, instruido por Anton Pejhovsky, y comenzó a componer dos años después.
A los 17, Cerha fue reclutado como Luftwaffenhelfer en 1943, e inicialmente sirvió en Achau, cerca de Viena. Durante este tiempo, participó en una serie de actos de resistencia contra el régimen fascista. Después de un semestre en la Universidad de Viena, fue enviado a una escuela de oficiales en la Dinamarca ocupada. Mientras estuvo allí, obtuvo una serie de documentos de orden de marcha en blanco, pero firmados, y desertó. Estos documentos le permitieron permanecer en territorio alemán durante algún tiempo, ya que podía usarlos como prueba de que se suponía que debía estar allí. Sin embargo, después de un período, se vio obligado a reincorporarse a una unidad militar durante un avance de las fuerzas soviéticas cerca de Pomerania. Desertó por segunda vez y se dirigió al oeste de Austria, donde vivió en las montañas durante varios meses para evitar ser capturado por las fuerzas aliadas, hasta que finalmente pudo regresar a Viena en noviembre de 1945.
En la Academia de Música de Viena, Cerha estudió violín con Váša Příhoda, composición con Alfred Uhl y pedagogía musical. Simultáneamente, estudió musicología, cultura e idioma alemán y filosofía en la Universidad de Viena Su disertación allí, sobre el tema de Turandot en la música, se completó en 1954.
En 1958 Cerha fundó el conjunto Die Reihe junto con Kurt Schwertsik, que fue fundamental en la difusión de la música contemporánea en Austria. Además de componer, Cerha se ganó una reputación como intérprete de las obras de Alban Berg, Arnold Schoenberg y Anton Webern. Este trabajo incluyó la finalización de la ópera inacabada en tres actos Lulu de Alban Berg. Cerha orquestó secciones del tercer acto utilizando las notas de Berg como referencia, comenzando los estudios sobre el tema en 1962. La ópera completa en tres actos fue estrenada por Pierre Boulez en la Ópera de París el 24 de febrero de 1979, y dirigida por Patrice Chéreau.
Junto con su carrera como compositor y director de orquesta, Cerha enseñó en la Universidad de Música y Artes Escénicas de Viena desde 1959, donde fue profesor de composición, notación e interpretación de música nueva de 1976 a 1988.
Cerha compuso tanto obras orquestales como óperas. Su primera ópera fue Baal, basada en la obra homónima de Brecht, e influenciada por el Wozzeck de Berg. Se estrenó en el Festival de Salzburgo en 1981, con representaciones en la Ópera Estatal de Viena y una producción en la Staatsoper de Berlín en 1982. Le siguieron Der Rattenfänger y Der Riese vom Steinfeld, esta última encargada por la Ópera Estatal de Viena, con libreto de Peter Turrini, y estrenada en 2002.
Cerha y su esposa Gertraud, historiadora de la música, fueron miembros fundadores de la Sociedad Joseph Marx en abril de 2006.
Cerha murió en Viena el 14 de febrero de 2023, a los 96 años.

## Premios
- 1964: Premio Theodor Körner[11]
- 1986: Gran Premio Estatal de Música de Austria[11]
- 1986: Medalla de oro de la provincia de Estiria[11]
- 1986: Medalla de Honor de Viena en oro[11]
- 1988: Miembro de honor de la Konzerthaus de Viena[12]
- 2005: Condecoración austriaca de ciencia y arte[13]
- 2006: León de Oro de la Bienal de Música de Venecia[11]
- 2007: Miembro de Honor de la Sociedad de Amigos de la Música de Viena[12]
- 2008: Medalla de oro por servicios a la región de Viena[11]
- 2010: Cruz de honor de plata de comandante por servicios a la provincia de Baja Austria[11]
- 2011: Premio de Música de Salzburgo[11]
- 2012: Premio de Música Ernst von Siemens[14]